# Baksmälla (film)
Baksmälla är en svensk romantisk komedi- och dramafilm från 1973 i regi av Jörn Donner, Hans Dittmer, David Gilbert. Donner skrev även manus och spelade huvudrollen som Lasse.

## Om filmen
Inspelningen ägde rum i Helsingfors, Stockholm och S:t Tropez med Ove Wallius och Bachoo Sen som producenter och Kari Sohlberg, Pirjo Honkasalo och Dittmer som fotografer. Originalmusik komponerades av Claes af Geijerstam, Jean Bouchéty, Simon Munting, John Cameron och Duncan Lamont. Filmen premiärvisades den 15 oktober 1973 på biografen Saga i Helsingborg och är 82 minuter lång och i färg. Den 24 november 2010 utkom den på DVD.
Donner hade tidigare gjort en finländsk version av Baksmälla med titeln Ömhet. De båda versionerna skiljer sig emellertid åt avsevärt.

## Handling
Filmen handlar om en lördag i Lasses och Lenas liv.

## Rollista
- Jörn Donner – Lasse, bilhandlare
- Diana Kjaer – Lena, hårfrisör
- Rolf Bengtsson – försäkringsagent
- Lisbeth Vestergaard – en kvinna
- Birgitta Molin – väninna i bilen
- Guy Durante – fransk yngling
- Christine Hagen – Lena
- Jacqueline Laurent – Shari
- Dennis Andersson – Peter
- Anita Ericsson – flickan i swimmingpoolen
- Berit Agedal – flickan i köket
- Sven Andersson – TV-älskaren
- Jim Steffe – spanjoren
- Göran Karlsson – mannen på massageinstitutet
- Monica Andersson – flickan vid brasan
- Irina Lindholm – strippan
- Marie Ekorre – Lucy
- Inger Sundh – flickan i bastun
- Vesa-Matti Loiri - Lenas pojkvän
- Kristiina Mykkänen - kvinnan på kaféet

### Fotnoter
1. 1 2 3 4  ”Baksmälla”. Svensk Filmdatabas. Arkiverad från originalet den 22 december 2015. https://web.archive.org/web/20151222101823/http://sfi.se/sv/svensk-filmdatabas/Item/?itemid=4913&type=MOVIE&iv=Basic&ref=%2Ftemplates%2FSwedishFilmSearchResult.aspx%3Fid%3D1225&epslanguage=sv&searchword=baksm%C3%A4lla&type=MovieTitle&match=Begin&page=1&prom=False. Läst 29 april 2013.